# Olimpiada

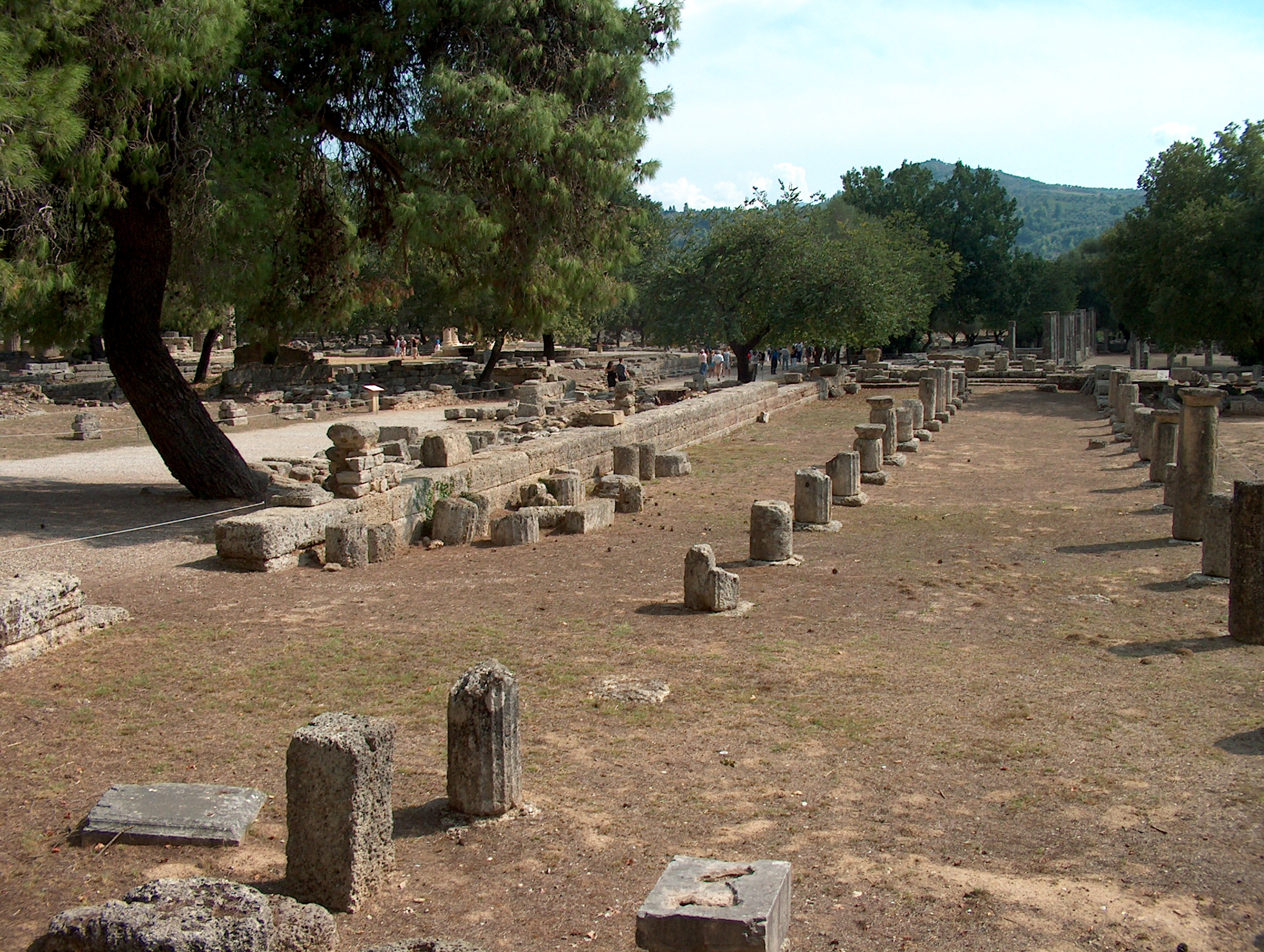
Antiguo estadio olímpico, en Atenas.

Olimpiada u olimpíada es una unidad de tiempo usada en la Antigua Grecia correspondiente a un periodo de cuatro años, particularmente aquellos que transcurren entre cada edición de los Juegos Olímpicos. Sin embargo en español y otros idiomas es común el uso de esta palabra para designar a los propios juegos como sinónimo, sentido que recoge el Diccionario académico desde 1884 (y desde 1803 en la variante gráfica olimpiade).
En su sentido originario, desde los primeros Juegos Olímpicos en 776 a. C., la primera olimpíada duró del 776 a. C. al 771 a. C.. Por ejemplo, Tucídides en su Historia de la Guerra del Peloponeso (Libro III, Capítulo VIII) menciona un acontecimiento que tuvo lugar durante «la olimpiada en la cual Dorieo de Rodas obtuvo su segunda victoria». (Véase Juegos Olímpicos Antiguos). Por ejemplo, los Juegos Olímpicos de París 2024 corresponden, tal como indica su nombre oficial, a los Juegos de la XXXIII Olimpiada, los trigésimos terceros Juegos Olímpicos de la era contemporánea.
También se utiliza el término «olimpiada» para designar competiciones en otros ámbitos no deportivos, en especial en los científicos, como serían la Olimpiada Internacional de Geografía o las Olimpiadas Nacionales o Internacionales de Matemáticas. La FIDE organiza en forma similar, pero cada dos años, las Olimpiadas de Ajedrez.

## Lexicografía
El Diccionario panhispánico de dudas publicado por las Academias de la Lengua Española afirma que el término puede pronunciarse de dos modos: como palabra llana y diptongada en la penúltima sílaba, y como esdrújula con tilde en la «i», que marca el hiato en la sílaba donde las vocales se encuentran en contacto. Es llana la articulación mayoritaria de esta palabra en España y se dan ambas formas en América.